# Сузукей, Валентина Юрьевна
Валентина Юрьевна Сузукей (род.6 января 1954) — советский и российский музыковед, доктор культурологии, главный научный сотрудник Тувинского института гуманитарных и прикладных социально-экономических исследований (ТИГПИ), редактор электронного научного журнала «Новые исследования Тувы», заслуженный деятель науки Республики Тыва.

## Биография
Родилась 6 января 1954 года в селе Тээли Бай-Тайгинского района в семье учителей. В 1977 году, закончив Московский государственный институт культуры (МГИК), устроилась работать в Кызылское училище искусств педагогом, затем — заместителем директора по учебной работе. С 1985 года работает в ТИГПИ в секторе культуры. С 2002 года — ученый секретарь ТИГПИ. В 1987-88 годах прошла годичную стажировку в Новосибирской консерватории и в 1989-91 годах двухгодичную стажировку в НИО ЛГИТМиК. В 1995 году защитила кандидатскую диссертацию на тему «Бурдонно-бертоновая основа традиционного инструментального музицирования тувинцев» в Российском институте истории искусств (Санкт-Петербург). В 2006 году в Кемеровском университете культуры и искусства состоялась защита докторской диссертации «Культурно-исторические корни музыкального наследия тувинцев: функционирование и модернизация в XX веке».

## Научная деятельность
Основные идеи кандидатской диссертации нашли отражение и более подробное раскрытие в научных статьях и монографиях: «Тувинские традиционные музыкальные инструменты» (Кызыл, 1989); «Проблема лада в тувинской музыке» (Кызыл, 1989), «Бурдонно-бертоновая основа традиционного инструментального музицирования тувинцев» (Кызыл, 1993). В 2004 году ею выпущен видеофильм «Музыка Тувы», где рассматриваются теоретические проблемы тувинской традиционной музыки. При участии В. Ю. Сузукей написана книга известного этномузыковеда Теда Левина Where Rivers and Mountains Sing: sound, music and nomadism in Tuva and beyond (Где горы и реки поют: звук, музыка и кочевничество в Туве и за её пределами) на англ. яз. (Изд-во Университета Индиана, США, 2006, 291 с.) На основе многолетних исследований традиционного народного музыкального искусства тувинцев В. Ю. Сузукей написала фундаментальное обобщающее исследование «Музыкальная культура Тувы в ХХ столетии» (Москва, 2007). Она — активный участник Международных и региональных научных конференций, симпозиумов, и конгрессов (Новосибирск — 1986; Москва — 1988; Алма-Ата — 1988, 2000; Бишкек — 2000; Йошкар-Ола — 1989; Якутск — 1991, 1998; Улан-Удэ — 2002; Кызыл — 1992, 1995, 1999, 2000, 2003, 2004; Санкт-Петербург — 2003; Голландия — 1993; Германия — 1993; Америка- 2001; Италия — 2003; Германия — 2005; Тайвань — 2005; Турция — 2006; Англия- 2008; Франция −2008; Финляндия −2009; Монголия −2009, 2010; Казахстан — 2010).
Всего на счету В. Ю. Сузукей около 100 публикаций, из них 14 монографий и отдельно изданных работ, 12 ВАКовских работ.

## Награды и звания
- «Награда им. Беллы Бартока в области этномузыкалогии» (2007)
- Государственная премия Правительства Республики Тыва в области науки (2009)
- Заслуженный деятель науки Республики Тыва
- Медаль Республики Тыва «За доблестный труд» (2024)[4]

## Публикации
- Типология тувинских хомусов //Материалы I Всесоюзной конференции «Варган (хомус) и его музыка», (Якутск, 1991)
- Хомус в традиционной культуре тувинцев// Материалы II Международного конгресса «Варган (хомус): традиции и современность» (статья), (Якутск, 1991)
- Tradicine instrumentie ir vocaline tuvig muzika// Tango, 3 (статья), (Кызыл, 1993)
- Бурдонно-обертоновая основа традиционного инструментального музицирования тувинцев(монография), (Berlin, 1993)
- Musical instruments and instrumental music of the Tuvinians// Abstracts of the Papers 32nd ICTM (тезисы), (Кызыл, 1994)
- Чадаган в традиционной культуре тувинцев// Тезисы Международного симпозиума «Чатхан — история и современность», (Абакан, 1996)
- Тувинцы // Музыкальная культура народов Сибири. В 3-х томах. Традиционная музыкальная культура народов Сибири. Т.1. Кн.1. Традиционная культура коренных народов Сибири./ Комитет по культуре Администрации Новосибирской области; Новосибирская государств. консерватория им. М. И. Глинки (статья), (Новосибирск,1997)
- The Typology of Tuvan Khomuses Koukin Journal № 5. Japan Koukin Association. (Article), (Japan, 1998)
- Хоомей в контексте современности // Гуманитарные исследования в Туве (статья), (Москва, 2001)
- Мир музыки кочевых культур Центральной Азии. // Мир Центральной Азии т. III. Материалы Международной конференции (статья), (Улан-Удэ, 2002)
- О музыкальном наследии кочевников Центральной Азии//Ученые записки ТИГИ, вып. XIX (статья), (Кызыл, 2002)
- Становление профессиональной музыкальной культуры Тувы. Материалы научно-практической конференции «Россия и Тува: 60 лет вместе». 29 октября 2003 г. (статья), (Кызыл, 2003)
- Феномен инструментального пения в культуре тувинцев // Инструментоведческое наследие Е. В. Гиппиуса и современная наука. Материалы Международного инструментоведческого симпозиума, посвященного 100-летию Е. В. Гиппиуса (статья), (Санкт-Петербург, 2003)
- Музыка и обрядовая практика тувинцев// Музыка и ритуал: структура, семантика, специфика. Материалы Международной научной конференции 3-6 окт. 2004 (статья), (Новосибирск, 2004)
- Художественная трансформация звуков природы в музыкальном фольклоре тувинцев (О звуковом календаре кочевников) УЗ ТИГИ, вып. XX (статья), (Кызыл, 2005)
- Tuvan-Mongol Historical Culture Contacts // The Abstracts of the International Conference «Goepolitical Relations between Contempopary Mongolia and Neighboring Asian Countries — Mongolia and Russia» (статья) (на англ. и кит. языках) (Taiwan, 2005)
- О специфике пространственно-временной ориентации в тувинском языке (статья) // Тюркология: журнал казахско-турецкого университета им. К. А. Ясауи, № 4, (г. Туркистан (Казахстан, 2005)
- О тувинском восприятии времени и пространства // Гуманитарная наука Тувы на стыке веков: история, проблемы и перспективы развития /Материалы научно-практической конференции, посв. 75-летию тувинской письменности, (Кызыл, 2005)
- Where Rivers and Mountains Sing: sound, music and nomadism in Tuva and beyond (монография), Indiana University Press, USA, 2006
- Конфигурация развития музыкальной культуры Тувы(монография), (Кемерово, 2006)
- Звуки природы и музыкальный фольклор тувинцев (О звуковом календаре кочевника) // Ученые записки НИИ прикладной культурологии / Кемеровский государственный университет культуры и искусств (статья), (Кемерово, 2006)
- Тувинская музыка и современность (обзор интернет публикаций) // Материалы Межд. науч.-практ. конф.,посв. 80-летию С. И. Вайнштейна, (Кызыл, 2006)
- Теоретические аспекты инструментальной музыки тувинцев// Культура Тувы: прошлое и настоящее. Сборник материалов научно-практических конференций КУИ (г. Кызыл, 3 марта, 31 марта 2004 г.), (Кемерово, 2006)
- К проблеме обучения традиционного музыканта-исполнителя (на примере тувинской культуры) // История и современность культуры Тувы. Сборник статей ТФ ВСГАКИ. (Кызыл, 2006)
- XX век и музыкальная культура Тувы // Круг знания. Научно-информационный сборник НБ им. А. С. Пушкина. Вып.4 (Кызыл, 2006)
- Культурная политика в советской и постсоветской Туве(на примере музыкальной культуры) // Вестник КрасГАУ. Вып. 14 (ВАК), (Красноярск, 2006)
- Культурно-исторические корни музыкального наследия тувинцев, его функционирование и модернизация в XX веке (Автореферат диссертации на соискание ученой степени доктора культурологии), (Кемерово, 2006)
- Тенгрианство и музыкальное наследие тюрко-монгольских народов // Материалы II Международной научно-практической конференции «Тенгрианство и эпическое наследие кочевников Евразии: истоки и современность» 19-20 февраля 2009 г., Улан-Батор (Монголия), (Улан-Батор, 2009)
- Артикуляционно-аппликатурная специфика инструментального исполнительства тувинцев // Сборник статей «Голос в культуре. Личность и звукотворчество» (январь), (Санкт-Петербург, 2009) и др.